# Оріховська сільська рада (Бурлинський район)
Орі́ховська сільська рада (рос. Ореховский сельский совет) — сільське поселення у складі Бурлинського району Алтайського краю Росії.
Адміністративний центр — село Оріхово.

## Населення
Населення — 527 осіб (2019; 765 в 2010, 1106 у 2002).

## Склад
До складу сільської ради входять:
| Населений пункт | Населення, осіб (2002) | Населення, осіб (2010) |
| --------------- | ---------------------- | ---------------------- |
| Оріхово, село   | 841                    | 626                    |
| Чернавка, село  | 265                    | 139                    |